# Vietnámi csüngőhasú sertés

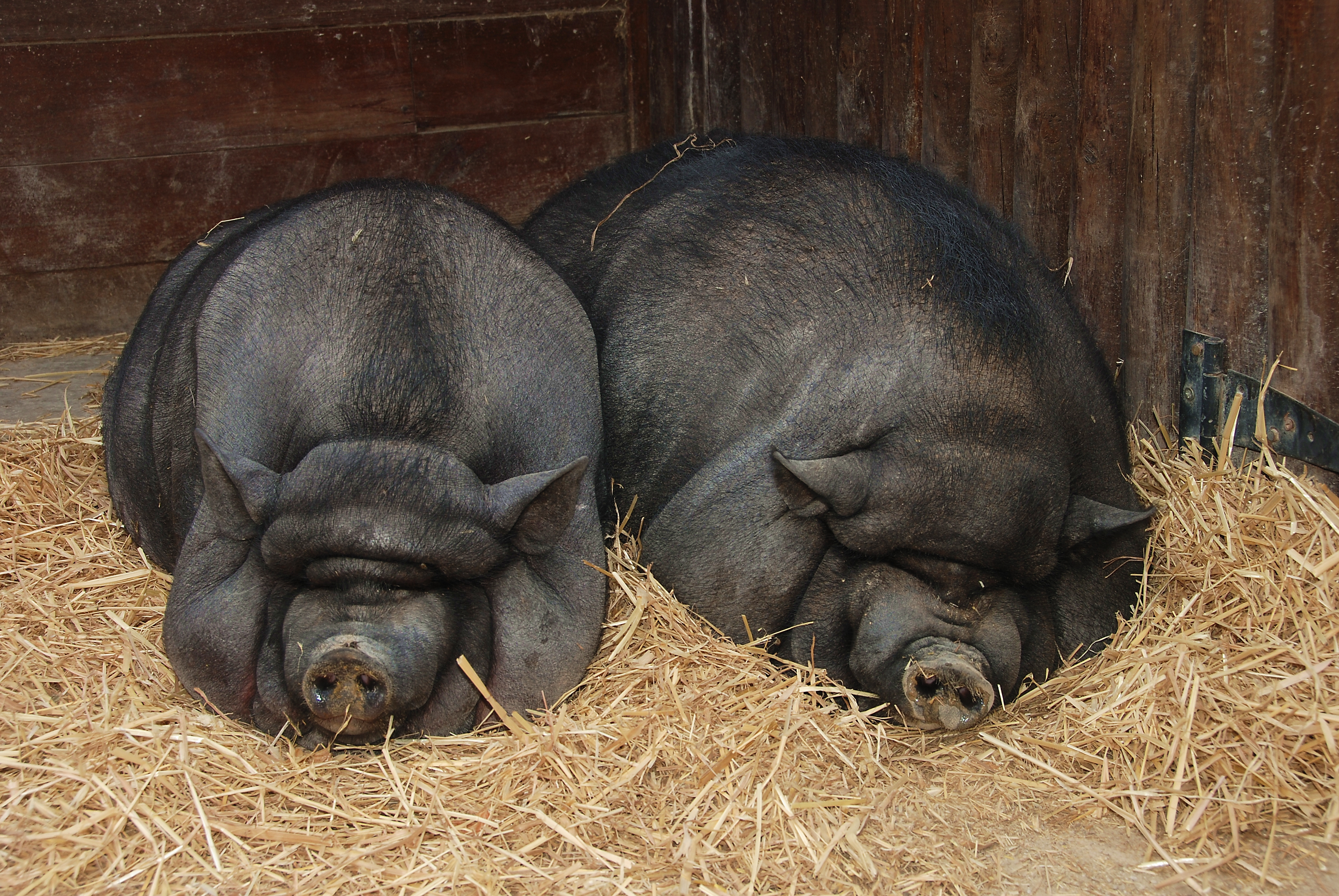
Vietnámi csüngőhasú sertések a lisszaboni állatkertben

A vietnámi csüngőhasú sertés a párosujjú patások rendjén belül a sertésfélék családjába tartozó domesztikált faj.

## Megjelenése
Hasított, párosujjú patával rendelkező sertés, gömbölyded, zömök testtel, rövid lábakkal, vastag bőrrel, hosszúkás, lekerekített pofával, szájában 44 foggal. 
Színe általában fekete, de foltos és fehér példányok is előfordulnak. A kifejlett egyedek súlya kb. 62 kg körül van. Viszont vannak 100 sőt 120 kg-os példányok is.
Teste rövid. A gerinc meggörbül a lábak pedig rövidek, ezért a has majdnem a földig csüng. Innen ered a nevük.
A laza bőrön számos gyűrődés található, de vannak feszes bőrű egyedek is. Szőrzetük egyenletesen nő. Különösen tömpe orra és a mély redők az állat pofáján egzotikus külsőt ad neki.

## Eredete
Délkelet-Ázsiából származik. A közönséges sertés egyik fajtáját képezi, valószínűleg kínai ősöktől eredeztethető.

## Életmódja
Gyenge a látása, de kiváló a szaglása és a hallása. A vadon élő egyedek sok állatot számláló kondában élnek, kommunikációs eszközeik széles skálán mozognak a röfögéstől kezdve a visításon át a prüszkölésig, a fogaik segítségével kibocsátott hangokig.

### Táplálkozása
Mindenevő, de elsősorban a növényi eredetű táplálékot kedveli, mint a gumókat, a gyökereket, bogyókat, gyümölcsöket. Emellett férgeket, csigákat, tojást, kis mennyiségben húst is fogyaszt. A vadon élő példányok madarakat is megesznek, sőt a gyenge vagy beteg kistestű állatokat is megtámadják.
Meg lehet őket tanítani a szobatisztaságra.

### Szaporodás
Általában csak egy ellés jellemző évente. A párzási rituálék néha igen hevesek, a kocák harapott sebeket szenvedhetnek el. 
A vemhesség 114-130 napig is elhúzódhat a fiatal nőstényeknél, 133-140 napig az idősebb kocáknál. Tipikusan 2-14 kismalac születik egyszerre. Születésükkor nagyon kicsik, vakok és gyámoltalanok. 2-3 hónapig a malacok elsődleges tápláléka az anyatej, habár szilárd táplálékot is kaphatnak már két hetes koruk körül. Nagyjából egy évig gondozza utódait az anyaállat, ha nem választják le őket korábban.